# Lou Mauro
Louis J. „Lou“ Mauro (* 5. Juli 1927 in Ambridge, Pennsylvania; † 7. März 2014 in Orlando, Florida) war ein US-amerikanischer Jazz- und Studiomusiker (Kontrabass).

## Leben und Wirken
Mauro leistete den Militärdienst während des Zweiten Weltkriegs in einer Marineband ab und begann seine Musikerkarriere in Orchestern und Bands der Bigband-Ära. Er spielte in Fernsehshows beim Sender KDKA in Pittsburgh, wo er ebenso zum Quartett des Pianisten Charles Bell gehörte. In New York spielte er bei Copa. Als Studiomusiker war er unter anderen für Screamin’ Jay Hawkins, Sam Cooke, The Monkees, Barbara Lewis, Brenda Lee, Shirley Bassey, Laura Nyro, Dave Van Ronk und Peter, Paul & Mary tätig. Ferner trat er bei Jazzfestivals in Florida auf. Im Bereich des Jazz war er zwischen 1986 und 1997 an neun Aufnahmesessions beteiligt, unter anderen mit Bill Allred, Rick Fay und Panama Francis.